# Dix Mille Ans de cinéma
Pour plus de détails, voir Fiche technique et Distribution.
Dix Mille Ans de cinéma est un documentaire franco-congolais réalisé en 1991.

## Synopsis
Dix Mille Ans de cinéma présente les réflexions de cinéastes enregistrées lors du Fespaco 1991. Djibril Diop Mambéty, David Achkar, Moussa Sène Absa, Mambaye Coulibaly, Idrissa Ouedraogo, Mansour Sora Wade... expriment leur foi dans l'éternité du cinéma africain.

## Fiche technique
- Réalisation : Balufu Bakupa-Kanyinda
- Production : Scolopendra Productions
- Scénario : Balufu Bakupa-Kanyinda
- Image : Stephan Oriach
- Montage : Stephan Oriach
- Son : Issiaka Thiombiano